# Deutsche Leukämie- und Lymphom-Hilfe
Die Deutsche Leukämie- & Lymphom-Hilfe (DLH) ist der Bundesverband der Selbsthilfeorganisationen zur Unterstützung von Erwachsenen mit Leukämien und Lymphomen in Deutschland. Der Verband hat den Zweck, Patientenorganisationen sowie von Blutkrebs Betroffene zu beraten und mit zu betreuen. 2024 gab es rund 160 Leukämie- und Lymphom-Selbsthilfeinitiativen in Deutschland und dem angrenzenden deutschsprachigen Ausland.
Die DLH wurde am 27. Mai 1995 gegründet und steht unter der Schirmherrschaft der Stiftung Deutsche Krebshilfe. Sie fördert den gemeinnützigen Verein großzügig finanziell und ideell im Rahmen der partnerschaftlichen Zusammenarbeit.

## Vorstand und Mitgliedschaft
Der Bundesvorstand arbeitet ehrenamtlich und ohne Aufwandsentschädigung. Die Geschäftsstelle hat ihren Sitz im Haus der Krebs‑Selbsthilfe in Bonn. Ordentliche Mitglieder können die in den verschiedenen Regionen der Bundesrepublik bestehenden Selbsthilfegruppen werden, deren Zweck und Aufgabe denen des Bundesverbandes entsprechen. Der Verein erhebt Beiträge für ordentliche Mitglieder, natürliche Fördermitglieder sowie juristische Fördermitglieder zwischen 50 und 333 Euro. Die DLH-Mitgliedsinitiativen betreuen insgesamt ca. 30.000 Betroffene und Angehörige.

## Finanzierung
Zu den Finanzierungsgrundsätzen der DLH gehört, dass sie auf finanzielle Unterstützung (Spenden, Sponsoring, Mitgliedsbeiträge) durch die Pharmaindustrie komplett verzichtet.
Die finanzielle Grundlage besteht im Wesentlichen aus Zuwendungen und Mitgliedsbeiträgen. Damit soll die Unabhängigkeit und Neutralität im Interesse krebskranker Menschen bewahrt werden. Im Jahr 2023 betrugen die gesamten Haushaltsmittel 726.044,75 €. Die größte Förderung leistete die Deutsche Krebshilfe mit 328.000,00 €. Zu den weiteren Förderern gehören unter anderem die GKV – Gemeinschaftsförderung Selbsthilfe auf Bundesebene (2023: 76.000,00 €), die Aktion Mensch (2023: 55.520,00 €) und die Deutsche Knochenmarkspenderdatei DKMS (2023: 20.000,00 €).

## Information, Gemeinschaft, Interessenvertretung
Das Hauptanliegen der DLH ist es, Patienten und Angehörigen zu helfen, die Erkrankung besser zu verstehen und zu bewältigen. Zu diesem Zweck erstellt die DLH laienverständliche Broschüren und Infoblätter. Ratsuchende können sich mit ihren Fragen per Post, telefonisch, per Mail oder persönlich an die DLH wenden. Der Patientenbeistand der DLH berät und verschickt kostenlos individuell zusammengestelltes Infomaterial. Eine Bestellung von Broschüren ist auch über die DLH-Website möglich.
Die DLH informiert über medizinische Fragestellungen zu Diagnostik, Therapie, Begleit- & Folgeerkrankungen, Nachsorge und begleitende Maßnahmen. Weitere Themen sind sozialrechtlicher Natur, z. B. Rehabilitation, Schwerbehinderung , Rente. Ferner informiert der Verein über Aktuelles aus der Forschung, Studien sowie Veranstaltungen und übermittelt Kontaktdaten von Studiengruppen, onkologischen Praxen, Reha-Kliniken, Beratungsstellen usw.
Ein Schwerpunkt der DLH ist es, den Austausch unter Gleichbetroffenen zu fördern. Gute Gelegenheiten hierfür bieten der DLH-Patientenkongress und DLH-Patiententage. Darüber hinaus vermittelt die DLH auf Wunsch eine passende Selbsthilfegruppe oder individuelle Kontakte.
Schließlich vertritt die DLH die Interessen von Menschen mit Blutkrebs- und Blutsystemerkrankungen gegenüber der Politik, Krankenkassen, medizinischen Organisationen und anderen Institutionen. Der Verein arbeitet in Gremien mit, z. B. bei der Zusatznutzenbewertung von Arzneimitteln und bei der Erstellung wissenschaftlicher Leitlinien zur Diagnostik, Therapie und Nachsorge. Darüber hinaus wirkt die DLH mit bei der Begutachtung von Studienanträgen, bei der Patientenvertretung im Rahmen wissenschaftlicher Studien und bei bestimmten gesundheitspolitischen Gesetzgebungsverfahren.
Darüber hinaus ist die DLH Mitglied in der „Lymphom-Koalition“, im Netzwerk „Myeloma Patients Europe“ und in den Advokaten-Netzwerken für CML, CLL und Akute Leukämien.